# Volim te od 9 do 2 (i drugi veliki hitovi)
Volim te od 9 do 2 (i drugi veliki hitovi) je kompilacija hitova sastava Novi fosili.

## Popis pjesama
A strana
1. "Tako je malo riječi palo" - 3:29
2. "Sanja" - 2:59
3. "Šuti, moj dječače plavi" - 3:14
4. "Saša" - 4:04
5. "Plava košulja" - 3:48
6. "Ja sam šef" - 2:46

B strana
1. "Volim te od 9 do 2" - 2:42
2. "Tonka" - 3:26
3. "Zbogom" - 3:22
4. "Hoću li znati" - 3:33
5. "Najdraže moje" - 3:35
6. "Ključ je ispod otirača" - 4:15